# Louis Gustave Taraval
Louis Gustave Taraval, född 1738 i Stockholm, död 15 oktober 1794 i Paris var en fransk-svensk arkitekt, kopparstickare, tecknare och målare.
Han var son till Guillaume Taraval och Marie-Anna Françoise Guillemard samt bror till Hugues Taraval. Liksom sin bror reste Taraval i unga år till Paris 1754 och där kom han sedan att stanna resten av livet. Han studerade för arkitekten Étienne-Louis Boullée och slutade som "Kunglig byggnadsinspektör". Genom sin lärare fick han tidigt intryck av  nyklassicismens idéer som en av hans gravyrer från 1760 bär vittne om. I Paris ägnade han sig åt arkitektur och var huvudsakligen sysselsatt med undervisning i byggnadskonsten och teckning men ritade även förslag på olika byggnader. Han uppvaktade 1762–1744 den svenske ambassadören Ulrik Scheffer med gravyrer där han har utfört ett förslag på en byggnad som var en av de första i den nyantika stilen som senare skulle få stor utbredning. Gravyren var tänkt som ett förslag på en byggnad för Konstakademien och skulle placeras på en strandutfyllnad vid Norrström med fasaden riktad mot slottet. Han fick 1767 på uppdrag från Sverige en beställning på att utforma ett storslaget monument över återupprättelsen av kungamakten som skulle ske genom en revolution ledd av Gustav III 1768. Monumentet som endast är känt genom sin originallavyr, tänktes få formen av en strängt klassisk triumfbåge krönt med en framställning av Adolf Fredrik och Lovisa Ulrika på en romersk triumfvagn, lavyren ingår i samlingarna på Coper Union Museum i New York. Han fick ytterligare en svensk beställning  1781 när Gustav III vände sig till honom om ett önskemål att han skulle rita ett nytt stadshus son skulle ligga på norra sidan av Norrmalmstorg (nuvarande Gustav Adolfs torg) men inte heller detta projekt fullföljdes. Han utförde även teckningar i tusch, akvarell och kopparstick efter faderns, Gustave Moreaus och Louis Jean Desprez målningar och arkitektoniska planer. Taraval finns representerad vid bland annat Nationalmuseum i Stockholm, Musée des Arts Décoratifs i Paris, Staatliche Kunstbibliothek, Berlin-Charottenburg och Musée des Beaux-Arts, Pau, Frankrike. 

## Bilder

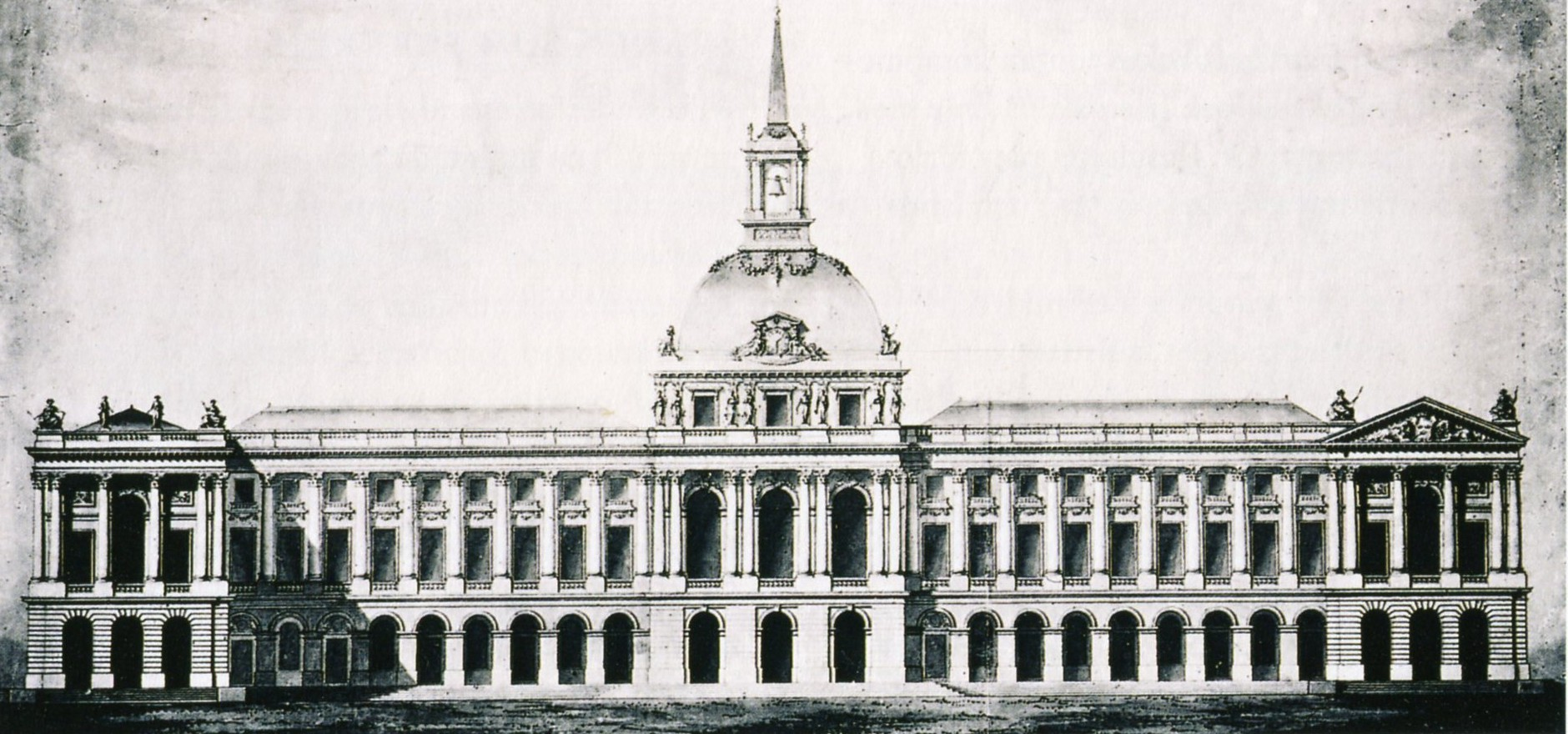
Projekt för ett nytt stadshus i Stockholm 1781
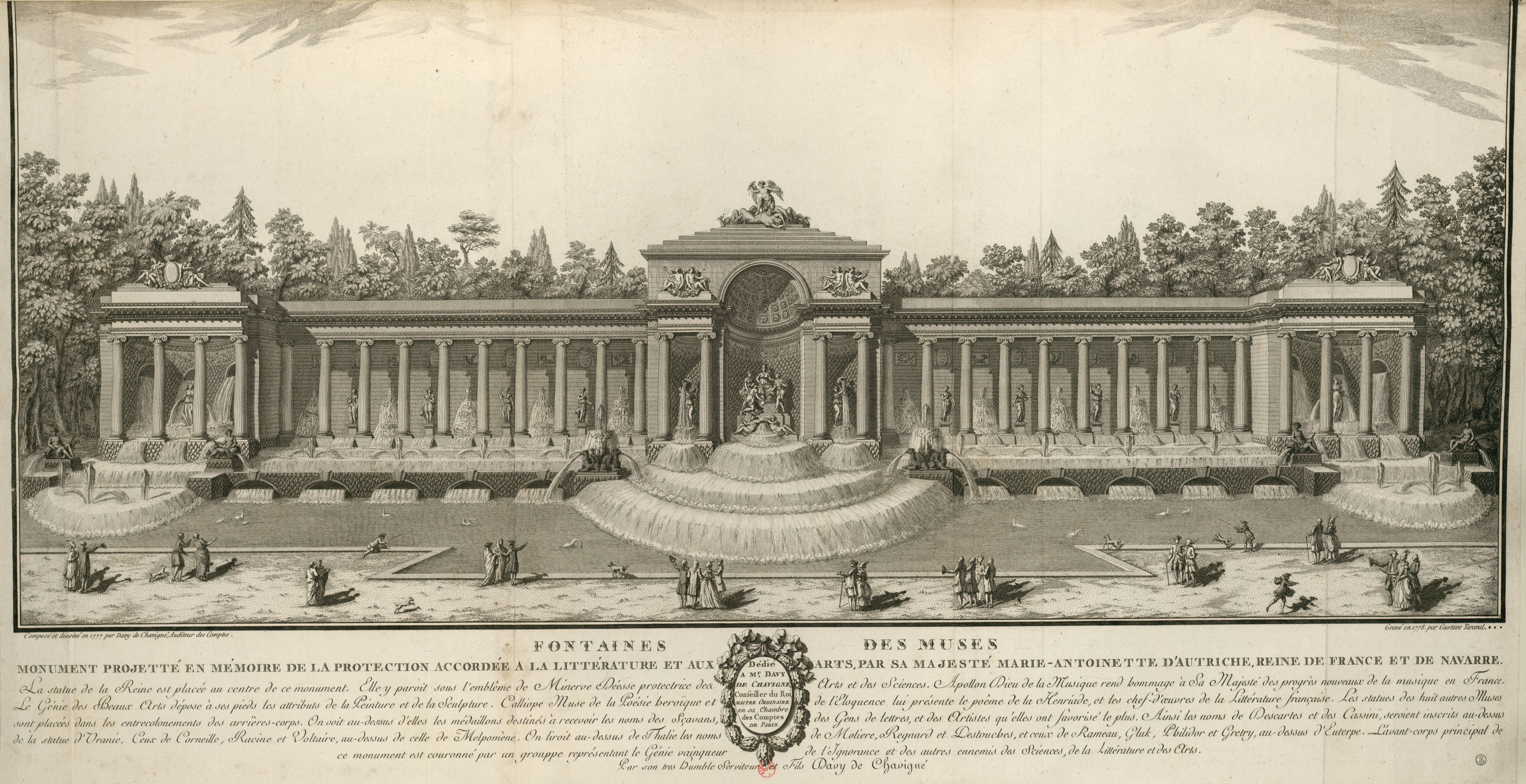
Projekt för Fontaines des Muses